# Asperoteuthis mangoldae
Asperoteuthis mangoldae R. E. Young, Vecchione & Roper, 2007 è una specie di calamaro appartenente alla famiglia Chiroteuthidae, descritta formalmente nel 2007 da Richard E. Young, Michael Vecchione e Clyde F. E. Roper. Questa specie è conosciuta esclusivamente nelle acque al largo delle isole Hawaii.

## Descrizione
A. mangoldae si distingue dalle specie affini, come Asperoteuthis acanthoderma, per l'assenza di tubercoli cutanei e per la presenza di un apparato di bloccaggio dell'imbuto con una caratteristica scanalatura curva. Il corpo presenta una consistenza gelatinosa, con braccia relativamente corte rispetto alla lunghezza del mantello. Le pinne sono quasi circolari, con una lunghezza pari al 40% della lunghezza del mantello e una larghezza simile.

## Distribuzione e habitat
Gli esemplari di A. mangoldae sono stati raccolti principalmente nelle acque profonde al largo di Oahu, Hawaii, a profondità comprese tra 820 e 870 metri durante il giorno. La specie è considerata endemica di questa regione.

## Tassonomia
Il primo esemplare noto è stato catturato nel 1972, ma la specie è stata descritta ufficialmente solo nel 2007. Nel luglio 2019, A. mangoldae è stato filmato per la prima volta in vita al largo dell'isola di Jarvis, a una profondità di 930 metri, dall'imbarcazione EV Nautilus.
Il nome specifico mangoldae è un omaggio alla biologa marina svizzera Dr. Katharina Mangold-Wirz (1922-2003), che ha dedicato parte della sua carriera allo studio dei cefalopodi nelle Hawaii.
La descrizione di A. mangoldae ha contribuito a una migliore comprensione del genere Asperoteuthis, che comprende specie di calamari meso-batipelagici caratterizzati da peculiarità morfologiche uniche, come la presenza di fotofori oculari e l'assenza di tubercoli cutanei in alcune specie.

## Conservazione
Attualmente, l'Unione Internazionale per la Conservazione della Natura (IUCN) classifica Asperoteuthis mangoldae come Data Deficient (DD), indicando che le informazioni disponibili sono insufficienti per valutare il rischio di estinzione.